# Ван Хаттум, Оскар
Оскар ван Хиттум (англ. Oskar van Hattum; род. 14 апреля 2002, Окленд) — новозеландский футболист, нападающий клуба «Веллингтон Феникс» и сборной Новой Зеландии. Участник Олимпийских игр 2024 в Париже.

## Клубная карьера
Ван Хиттум — воспитанник клуба «Веллингтон Феникс». В 2021 году в матче против «Сиднея» он дебютировал в A-Лиге. 3 марта 2024 года в поединке против «Аделаида Юнайтед» Оскар забил свой первый гол за «Веллингтон Феникс». 

## Международная карьера
В 2019 году в составе юношеской сборной Новой Зеландии Олд принял участие в юношеском чемпионате мира в Бразилии. На турнире он сыграл в матчах против команд Анголы, Бразилии и Канады.
18 июня 2024 года в матче Кубка наций ОФК против сборной Соломоновых Островов ван Хиттум дебютировал за сборную Новой Зеландии.
В 2024 году ван Хиттум был включён в заявку олимпийской сборной Новой Зеландии на участие в Олимпийских играх в Париже. На турнире он сыграл в матчах против команд Гвинеи, США и Франции.